# Szeged–Szabadka-vasútvonal
A Szeged–Szabadka-vasútvonal egyvágányú, villamosított  25 kV 50 Hz  vasúti fővonal a Dél-Alföldön, Magyarország és Szerbia területén. A magyarországi 15 km hosszú szakasza Szeged és Röszke országhatár között a MÁV 136-os számú vonalát alkotja. 2015. november 10-től 2022. szeptember 1-ig szünetelt a forgalom. A 2021–ben elkezdett teljes felújítás végére korszerű nemzetközi vasútvonallá fog átépülni.

## Történelem

### Építése
A vasútvonal az Alföld–Fiumei Vasúttársaság által, Nagyvárad–Eszék között épített, úgynevezett Alföld-Fiume vasút egyik szakasza volt. A vasút első, Szeged-Rókus és Zombor közötti, 101 km hosszú vonalszakaszát 1863-tól kezdték el építeni és 1869. november 11-én adták át a forgalomnak. A felépítmény építésénél 32,5 kg/fm tömegű, „B” jelű vassíneket használtak. A vonal 1885. január elsejével a MÁV kezelésébe került, mivel a vasúttársaság az évek során eladósodott, amihez a gyakori árvízkárok is hozzájárultak. Az államosítás után a MÁV a síneket 33,25 kg/fm tömegű, „c” jelű sínekre cserélte. Ezek a sínek több mint 100 évig, 2020-ig megtalálhatók voltak a vonal szerbiai szakaszának egy részén.

### Trianon után
A trianoni békeszerződés a vasútvonalat kettévágta, a Horgos és Szabadka közötti szakasz a Szerb–Horvát–Szlovén Királysághoz (későbbi Jugoszlávia) került. 1941-1944 között a vasútvonal újra Magyarországé lett teljes hosszban, így újra fontos szerepet tudott betölteni a Dunántúl és az Alföld (Észak-Erdély) közötti kapcsolatként Dombóvár-Baja-Szabadka-Szeged-Békéscsaba-Nagyvárad között.
1942-ben deltavágány épült Röszke irányából Szeged-Rendező felé - addig csak egyenesen, Szeged-Rókus irányába lehetett behaladni a Cegléd–Szeged-vasútvonal külön szintű keresztezésével (Osztrák-híd).

### A szocializmus alatt
A II. világháború után újra a trianoni határok álltak vissza a térségben, így a vasútvonal is újra periferiális mellékvonallá vált, a rókusi vágánykapcsolat az osztrák-híddal együtt elbontásra került, a korábbi deltavágány lett a vonal kiágazása.
Az 1968-as közlekedéspolitikai koncepció alapján 1971-ben megszűnt a vasúti személyszállítás a vonalon, ami csak 1988-ban indult újra.

### A kishatárforgalom évei
Az újranyitást követően a rendszerváltás és különösen a 2004-es EU, majd a schengeni egyezményhez csatlakozás óta a rendszeres kereskedelmi célú árucsempészet nyílt titokká vált a vonal járatain.
A vasútvonal besorolás alapján nemzetközi törzshálózati vonalnak számított, azonban jellemzően kishatárforgalmi közlekedés folyt csak rajta, mivel a szerbiai szakasz leromlott műszaki állapota nem tett lehetővé komoly teherforgalmat.
A vasútvonal állapota ellenére igen közkedveltnek bizonyult a két város között. Első sorban az ingázó egyetemisták, nyugdíjasok, a szerb oldalon élő falubeliek utaztak rajta igen rendszeresen. Ennek oka első sorban az volt, hogy a délszláv háború alatt igen gyakori volt az üzemanyaghiány, illetve a buszjáratokhoz képest lényegesen olcsóbb volt a belföldi, de még a nemzetközi vonatjegy is (2005-ben egy menettérti jegy 800Ft-ba került Szeged és Szabadka között, miközben az autóbuszok csak egy irányban volt ennyi a viteldíj).
Két fénykora is volt 1988 és 2015 között a vonalnak: egyik a 90-es években, amikor még a Moszkva - Belgrád között közlekedő Puskin-expressz is erre közlekedett, illetve 2005 és 2007 között, amikor a Bzmot-szerelvények reggel és este Szabadkán át közlekedtek Szeged - Kiskunhalas között. Ugyanakkor a szerb Ezüst Nyilak ("Sinobusz") gyakori üzemképtelensége és a pálya egyre romló állapota miatt szinte állandóak voltak a késések, amit olykor a határon való várakozás is megnyújtott - első sorban a csempészáruk felkutatása miatt. Mindezek ellenére főleg a hétvégéken voltak igencsak zsúfoltak a szerelvények az egyetemisták oda- és visszautazása miatt.
Rontotta az utazás komfortját, hogy 2009-től a röszkei, illetve horgosi határállomáson át kellett szállni a másik szerelvénybe az út folytatásához. Ennek oka az volt, hogy a MÁV nem engedte belépni Szegedre az Ezüst Nyilakat, válaszul a ŽS a Bzmotokat tiltotta ki a saját oldaláról - bár nemhivatalos források szerint ezzel a lépéssel leginkább a rendszeres illegális cigarettacsempészetnek kívántak véget vetni, félsikerrel.
2013-ban a szerb vasút az új 711-es motorvonatokra cserélte az akkorra teljesen üzemképtelen Ezüst Nyilakat, de a járműhiány továbbra is probléma maradt, valamint hogy a pálya állapota miatt nem lehetett gazdaságosan fenntartani a személyforgalmat. 2015 áprilisában - tehát még a migránsválság kezdete előtt - Horgos és Szabadka között leállították a vonatközlekedést járműhiányra hivatkozva.
Közben a vasútvonal fejlesztése is napirendre került. 2014-ben európai uniós támogatással elkészültek a vonal felújításának engedélyezési tervei és a kapcsolódó Szabadka–Baja-vasútvonal újjáépítésére vonatkozó környezetvédelmi és településfejlesztési vizsgálatok. A tervek Szeged és Szabadka között 160 km/h sebességre alkalmas pályageometriával számoltak, 120 km/h engedélyezett sebességgel, gyorsvonatok esetében 31, a személyvonatok esetében 70 perces menetidővel, ha az útlevél- és vámvizsgálat előbbiek esetében menet közben történne. A tervezett fejlesztést azonban jelentősen hátráltatta a migrációs válság kitörése.

### A migránsválság alatt
2015 nyarán a vasútvonal határszakasza a Magyarország felé irányuló menekülthullám egyik legfontosabb határátlépési pontja lett. 2015. augusztus 28-án a MÁV-START a Szeged–Horgos közötti napi 2 vonatpár forgalmát ideiglenesen leállította (korábban napi 4 pár járat volt), mert a sínek mentén érkező emberek miatt a vasúti közlekedés nem volt biztonságosan fenntartható. 2015. szeptember 14-én este nyolc órakor az épülő műszaki határzár utolsó szabad átjáróját lezárták egy tehervagonnal, melyre hétsoros pengés drótot tartó acélkeretet erősítettek. Korábban a MÁV szakemberei a helyszínen arról beszéltek, a határzár hiányzó részére vasúti kapu kerül, amelyet megnyithatnak a szerelvények előtt, ha újraindul a forgalom. Ezt a megoldást helyettesítette az átalakított tehervagon. A határzár miatt a személyforgalom visszaesett (a vonal belföldi forgalma nem volt jelentős), ezért 2015. november 10-én megszűnt a személyforgalom a Röszke–Szeged szakaszon, az utolsó vonat november 9-én, 16:05-kor indult Röszkéről Szegedre. 2016-ban a tehervagont elvontatták, a helyére a 150-es vasútvonalon állóval azonos kaput építettek.
2016-ban a kelebiai vonalhoz hasonlóan Röszkén is kapu épült a határkerítésre, a közbeszédben "Mad Max vagon"-ként elhíresült teherkocsit elvontatták, de a forgalmat továbbra sem vették fel.

### Átépítés a 2020-as évek elején
A 2015 után szüneteltetett vonal a Budapest és Belgrád között futó vasútvonal felújítása miatt került a figyelem középpontjába. Szerbia és Magyarország között 2015 után már csak a kelebiai vasúti határátkelő működött. Ez igen jelentős teherforgalmat bonyolított, teljes lezárása nem csak a szerb-magyar határforgalmat vágta volna el, de a Közép-Európa és a Balkán közötti forgalmat is. A Belgrád–Budapest-vasútvonal magyarországi szakaszának felújítása előtt kerülőutat kellett biztosítani a teherforgalom számára. A kerülő útirány számára kézenfekvőnek tűnt a forgalom átterelése a szegedi vasútvonalra, ehhez azonban szükség volt a leállított Szeged–Szabadka-vasútvonal reaktiválására. Az elavult infrastruktúra nem bírta volna el a nemzetközi teherforgalom jelentette nagy terhelést, ezért a 2010-es évek végén a két állam a vonal összehangolt felújítása mellett döntött.

### Vajdasági szakasz átépítése
A szerb állam a Szabadka-Zenta vasútvonal modernizációja után tervezte a Szeged–Szabadka-vasútvonal vajdasági szakaszának átépítését. 2021 elején nemzetközi pályázatot írtak ki a vonal átépítésére. A pályázatot az orosz vasút (RZSD) nemzetközi vasútépítő vállalkozása, az RZSDI nyerte meg. (Az RZSDI dolgozott a Belgrád-Újvidék vasútvonal Ópazova és Karlóca közötti szakaszán, így eszközeit a Szerémségben befejeződő építkezésről könnyen át tudta csoportosítani Szabadka környékére.)
A felújítás 2021 júniusában az elhasználódott infrastruktúra bontásával kezdődött meg, a vágányok felszedését Röszkétől Szabadka felé hátrálva szeptember végére végezték el. A bontás során eltávolították az al- és felépítményt, a jelzőberendezéseket és a közműveket. 2021 őszén megkezdődött az új állomási peronok, átjárók, aluljárók és hidak kivitelezése, decembertől pedig Szabadka felől megkezdték a pályaépítést is. A pályaépítéssel egy időben zajlott a felsővezetéket tartó oszlopok telepítése, illetve a biztosítóberendezés kiépítése. A határszelvényt a pályaépítők 2022 márciusában érték el, áprilisra pedig elkészült a felsővezetéki rendszer is. A vonal ezzel lényegében járhatóvá vált, a zajvédő falak telepítése és az állomások utasforgalmi létesítményeinek befejezése még 2022 nyaráig várat magára. A szerb vasút a személyforgalmat az újjáépített szakaszon a vasútvonal Csongrád-Csanád megyei szakaszával egy időben, 2023. november 28-án reggel vette fel.

### Magyarországi szakasz átépítése
2020. január elején feltételes közbeszerzési eljárást írt ki a MÁV a Szeged-Rendező és Röszke országhatár közötti vasútvonal felújításának tervezési és kivitelezési munkáira. A szerződés csak a finanszírozásról szóló támogatási szerződést 2020 közepén írták alá. Az eredeti célkitűzés az volt, hogy 2022 nyarára villamosított, modern pályával kössék össze Szegedet és Szabadkát. Az egyvágányú pálya rekonstrukciója során az első két kilométer 80 km/h, azt követően pedig 120 km/h-ra emelik a megengedett sebességet. Az 54 és 60 kg per folyóméter rendszerű pályán a legnagyobb tengelyterhelés is 225 kilonewtonra növelik, emiatt teljesen felújítják a vágányokat, korszerűsítik a biztosítóberendezést, váltófűtéseket építenek be. Javítják az útátjárók állapotát és kibővítik az 5-ös számú főút felüljáróját is. Szentmihálytelek néven új megállóhelyet építenek, itt és a röszkei állomáson P+R es B+R parkolókat, esőbeállókat alakítanak ki, valamint modernizálják az utastájékoztatási berendezéseket. Bekötik a vonalat a szegedi központi forgalomirányítási rendszerbe, továbbá a villamosítás miatt új felsővezeték-hálózatot építenek ki. A beruházás opcionálisan tartalmazza egy 1800 méter hosszú, hatvan kilogrammos rendszerrel és ETCS-sel ellátott deltavágány megvalósítását, mellyel lehetővé válna a 140-es vasútvonalhoz való közvetlen csatlakozás, így Kecskemét felől is elérhetővé válna a vonal. A 13,8 kilométeres szakasz felújítására a V-Híd 44,870 milliárd forintos ajánlatát fogadták el. A munka 2022 januárjában a vasúti pálya felépítményének elbontásával kezdődött el, majd 2022 februárjától az alépítmény bontásával folytatódott. A bontási munkálatok során elbontották a jelzőberendezéseket, a régóta üzemen kívül álló vasúti létesítmények jelentős részét és a SZGV egykori aluljáróját is. A SMD-80-as típusú vágányépítő és átépítő géplánccal folyt a munka. 2022 tavaszán és nyarán elvégezték a pálya al- és felépítményének teljes cseréjét, így a tehervonatok számára a vonalszakasz az év közepére átjárhatóvá vált. A teherforgalmat 2022. augusztus 2-án indították el. A személyforgalom megnyitására az utasforgalmi infrastruktúra kiépítése után 2023. november 28-án kerülhetett sor. A kiegészítő munkálatok, így a villamos felsővezeték, a biztosítóberendezés, útátjárók létesítése egészen 2024 nyaráig húzódott.
A vasútvonal átépítésének utolsó lényegi mozzanata a Röszke és Kiskundorozsma állomások közötti deltavágány kiépítése. A villamos üzem felvételére a Szeged belterületeit az átmenő teherforgalomtól mentesítő deltavágány üzembe helyezése után kerül majd sor.

## Pálya

### 2021 előtt
A vasútvonal magyarországi szakaszán az engedélyezett legnagyobb sebesség 60 km/h volt. A pálya zöme 48-as rendszerű, hevederes illesztésű sínekből épült. A keresztaljak többségében fa keresztaljak voltak, közöttük helyenként másodfekvésű (fővonalból korábban kibontott, de még használható) vasbeton keresztaljakkal. 
Az országhatártól Királyhalomig 15 km/h sebességkorlátozás volt érvényben, mivel a szerb vasúttársaság az első világháború óta nem újította fel a pályát. Itt a felépítményben még a MÁV által 1912-ben lefektetett sínek voltak az elkorhadt faaljakon, sóderágyazatban. A sóderágyazatnak köszönhetően a pályát már a forgalom megszüntetése előtt is teljesen nyövényzet borította. Királyhalom és Szabadka között a pálya a jugoszláv időkben korszerűsítésen esett át, hézagnélküli felépítményt kapott zúzottkő ágyazatban, 80 km/h-val volt járható.

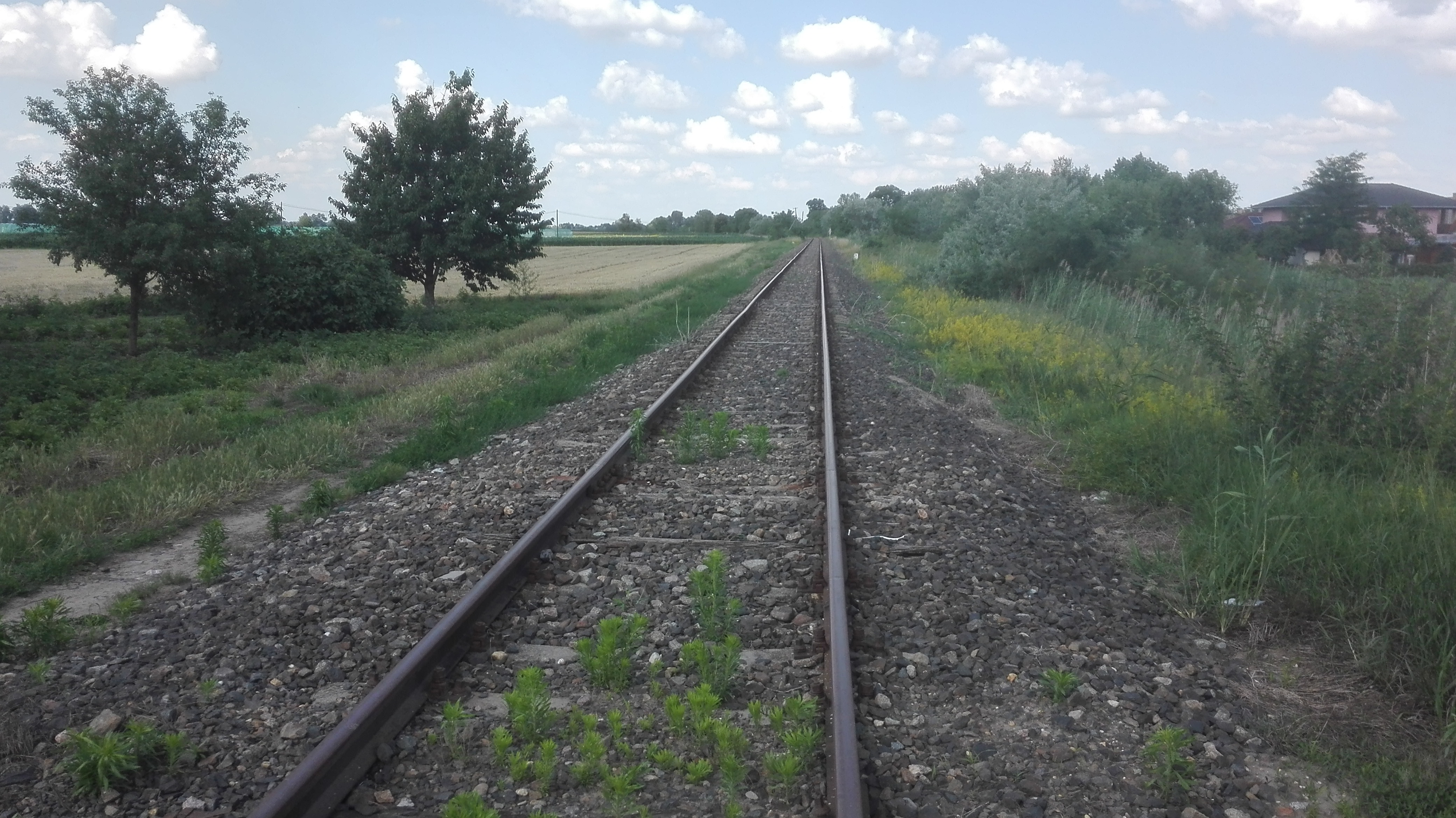
Az átépítés előtti pályakép Magyarországon
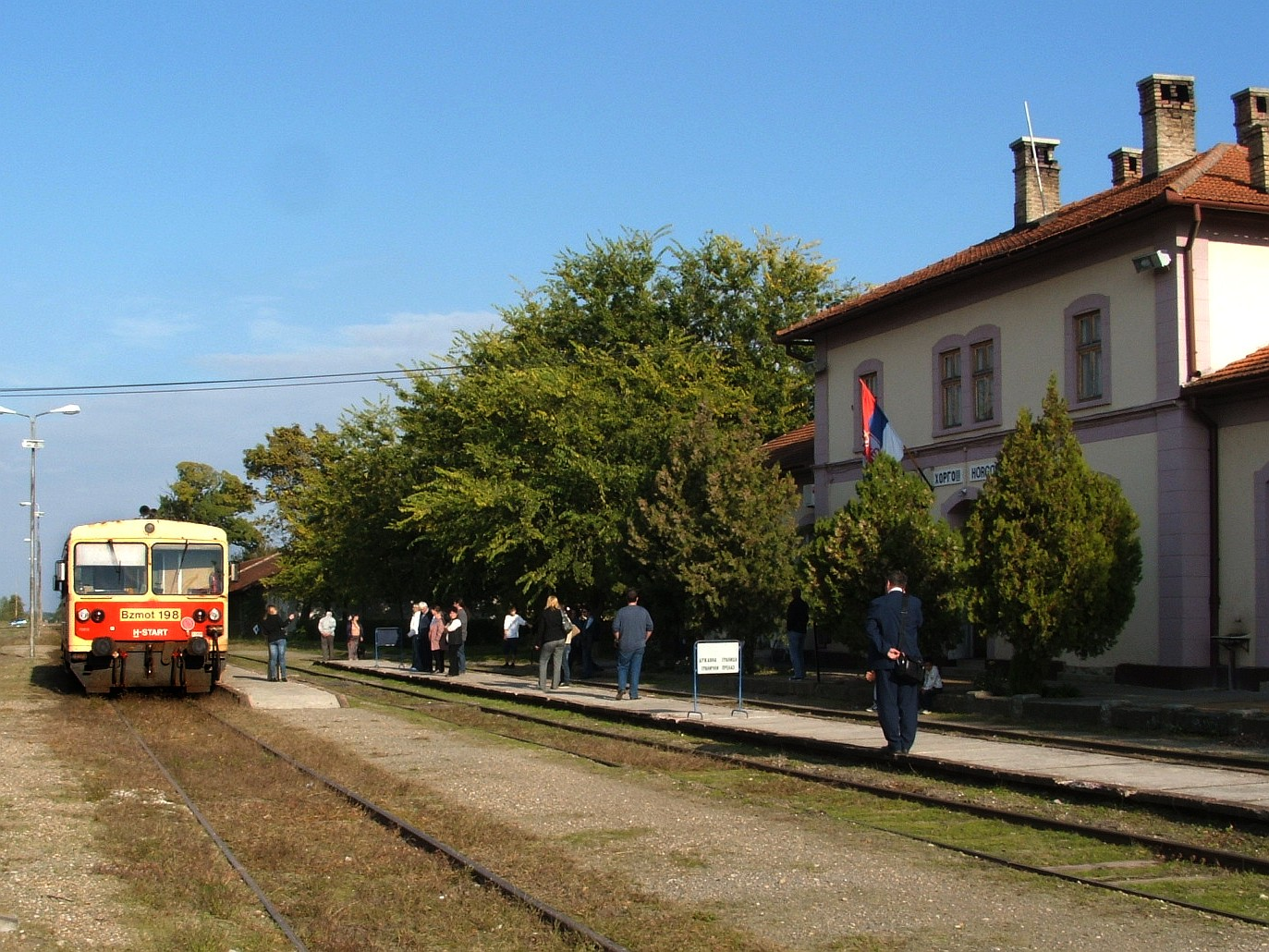
A horgosi állomás 2010-ben
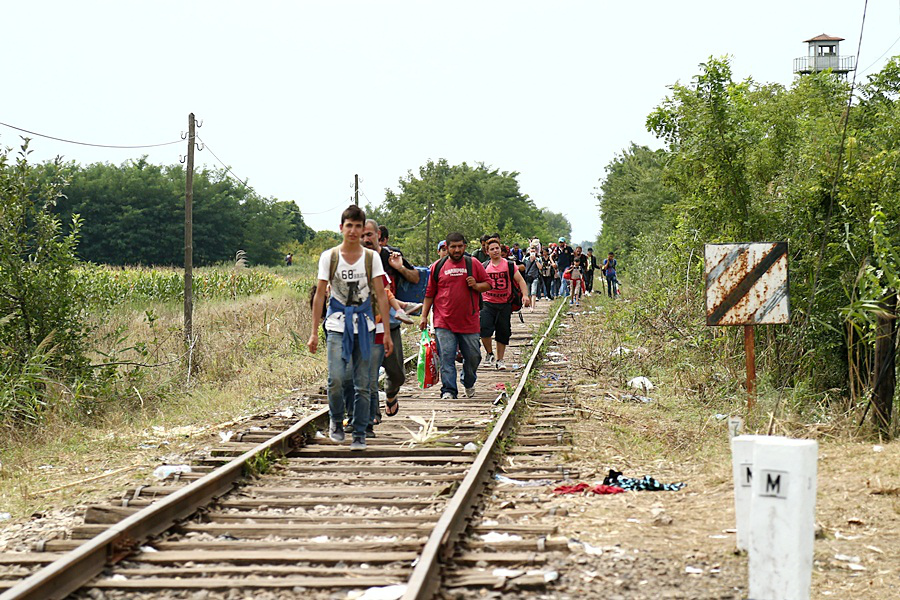
A szerb szakasz állapota a határszelvényben (2015-ben a menekültválság idején)

### 2022 után
A magyarországi szakasz új felépítményeként a szokásos UIC-60 szabványú sínrendszer épült SKL-14 típusú rugalmas sínleerősítéssel betonaljakon , az állomási mellékvágányokat UIC-54-es sínekkel alakították ki. A Szeged-Rendezőhöz közeli szakaszon a pályaív miatt 80 km/h, a Röszke felé vezető nyíltvonali szakaszon 160 km/h lett a pályageometria tervezési sebessége. Röszkén és Szentmihályon magasperonok épültek. A vonal villamosítása 2023-ban megvalósul, a települések közelében a pálya mentén zajvédő falakat emelnek. A vonalon központi forgalomirányítás működik, a szegedi forgalomirányító központból üzemeltetik.
A teljes kizárásos vágányzárat 2022. augusztus 1-én oldották fel. Elsőként a nemzetközi teherforgalom indult újra, a villamos felsővezeték átadásáig dízelvontatással, az éjszakai órákban. (A további kivitelezési munkák nappali vágányzárakban folynak. A biztosítóberendezés kiépítéséig az állomástávolságú teherforgalomban 60 km/h az engedélyezett sebesség.) A projekt teljes elkészülése, a villamos üzem felvételét követően a személyforgalom újraindítása 2023 őszére várható. 2023. november 28-án indult újra a személyforgalom Szeged és Szabadka között, egyelőre még dízelmotorvonatokkal. Ekkor nyílt meg a újjáépített Szentmihálytelek megálló is.

## Tervek a forgalom fejlesztésére
A vonali forgalom fejlesztésére több nagyszabású fejlesztési terv született:
- Felvetődött, hogy a tehervonatok számára Szentmihálytelek és Kiskundorozsma között deltavágány épüljön, melynek segítségével a tehervonatok a Szeged-Rendezőre történő betérés nélkül, irányváltás nélkül haladhatnának tovább. A deltavágány megépítése az átépítési projekt opcionális tétele volt, 2023-ig nem került lehívásra.
- Középtávú terv a tram-train (vasút-villamos) közlekedés beindítása Szeged és Szabadka között a vonal felújítását és a Szeged–Hódmezővásárhely tram-train beindítását követően. Az előzetes tervek szerint Szeged Kecskés István-telep nevű városrészénél épülne ki kapcsolat a 4-es villamos vonalával, amely a jelenlegi végállomástól továbbhaladva külön szintben keresztezné a három vasútvonalat (a közúttal együtt), majd keresztülhaladna Kecskésen, amely után forduló épülne ki a városi villamosoknak, valamint új vágánykapcsolat a 136. sz. vasútvonalra a vasútvillamosok számára.
- Hosszútávú terv, hogy újraélesszék a Nagyváradtól az adriai kikötők felé haladó vasútvonalon a teherszállítást. Ennek fekvése okán a Szeged–Szabadka-vasútvonal része lenne, ám a terv megvalósítása feltételezi az észak-bácskai Szabadka-Csikéria vasúti kapcsolat újjáépítését, illetve a Dombóvár, Baja, Szabadka, Szeged, Békéscsaba és Nagyvárad között futó vasútvonalak teljes átépítését és villamosítását. Ez a terv az eredeti, Röszke–Szeged-Rókus irányú vágánykapcsolat újjáépítésével számol.

Mind a három terv megvalósulása esetén tehát Kecskés térségében, a dél-alföldi vasúthálózatba integrálva négy irányba ágazna el a 136-os vonal : a mai Szeged-Rendező felé tartó vágánykapcsolaton túl Szeged-Rókus, Kiskundorozsma és a 4-es villamos felé.

## Képek a felújításról

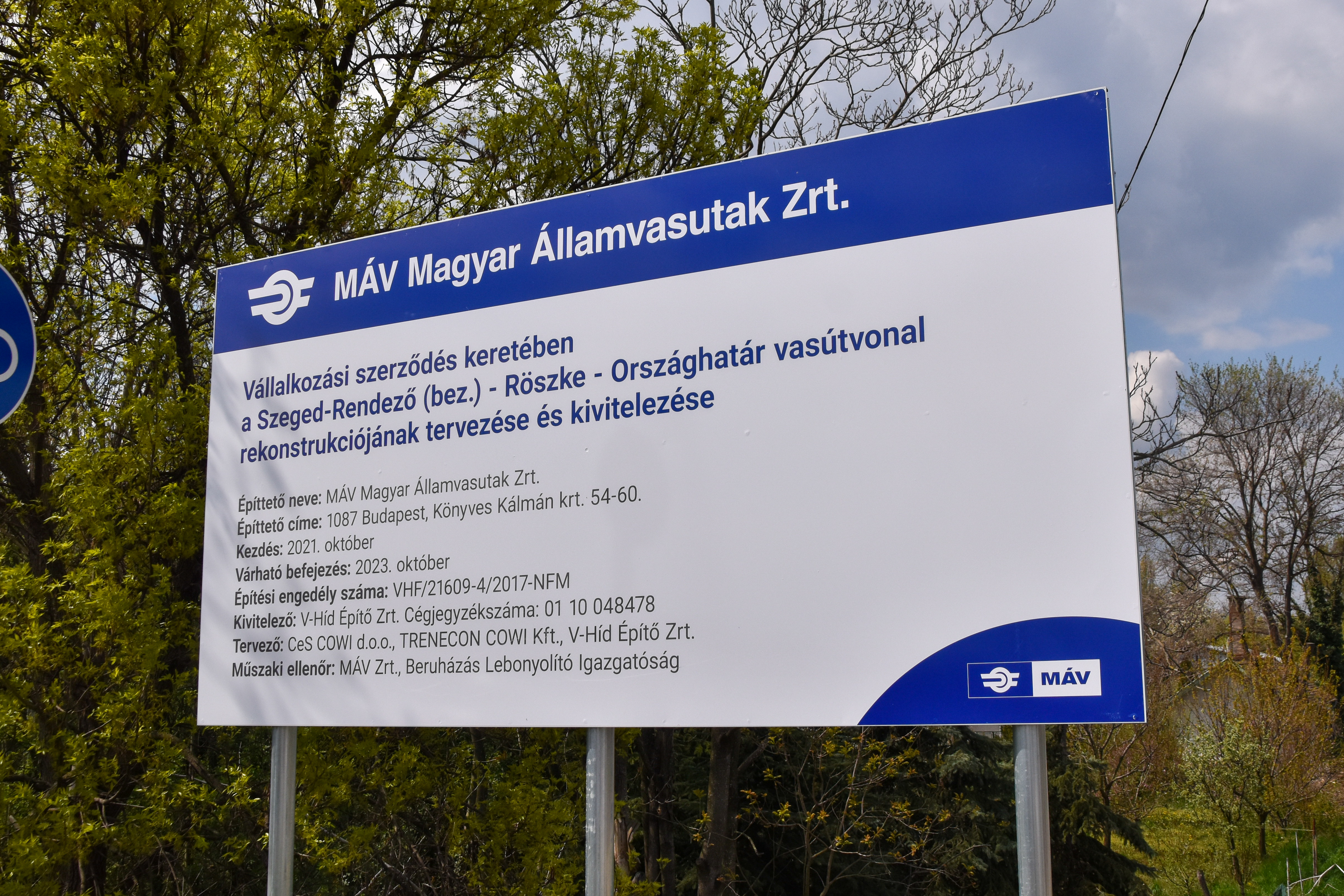
Tájékoztató tábla a szegedi Szabadkai úton
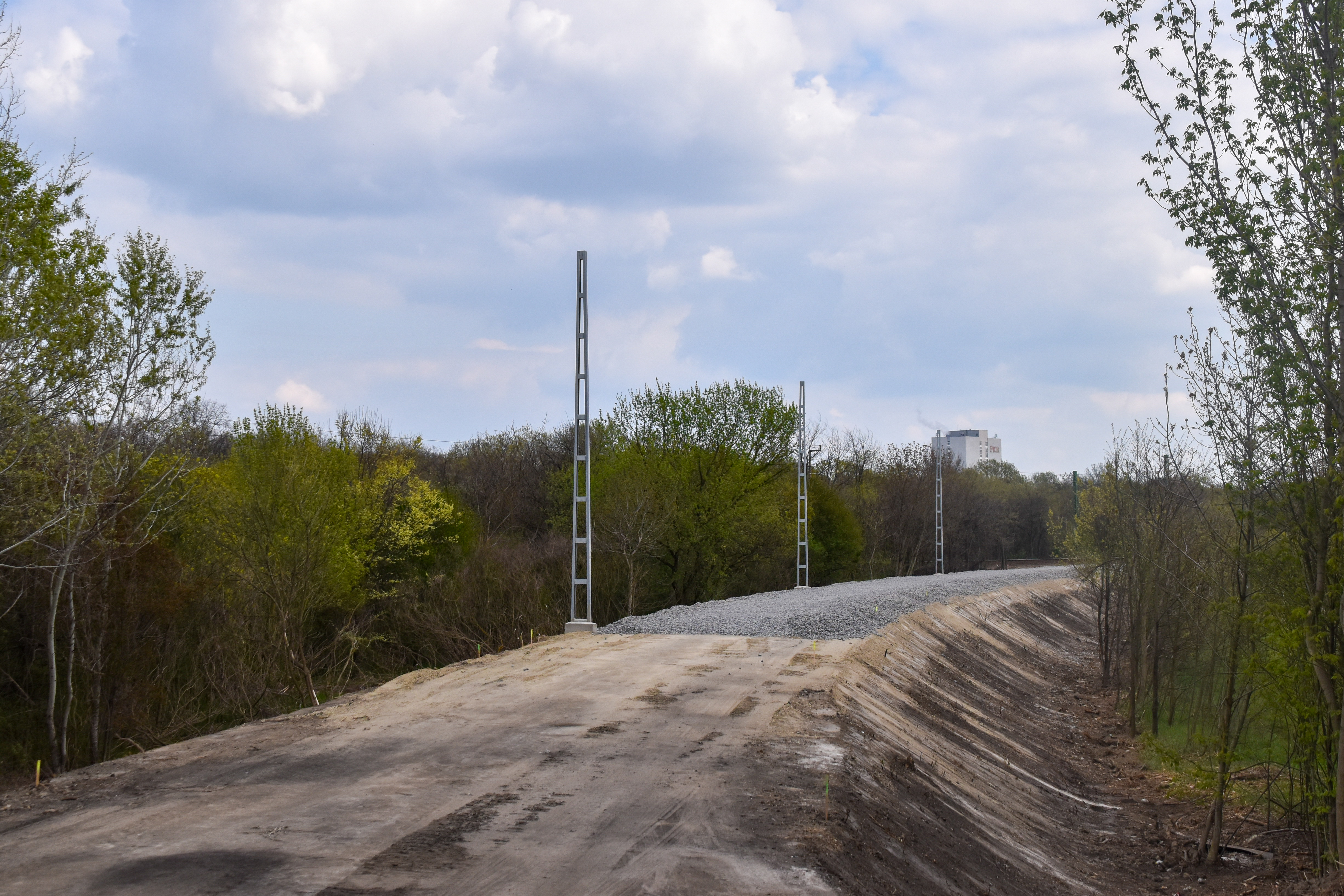
2022 április végi állapotok a szegedi Czibula utcai átjárónál
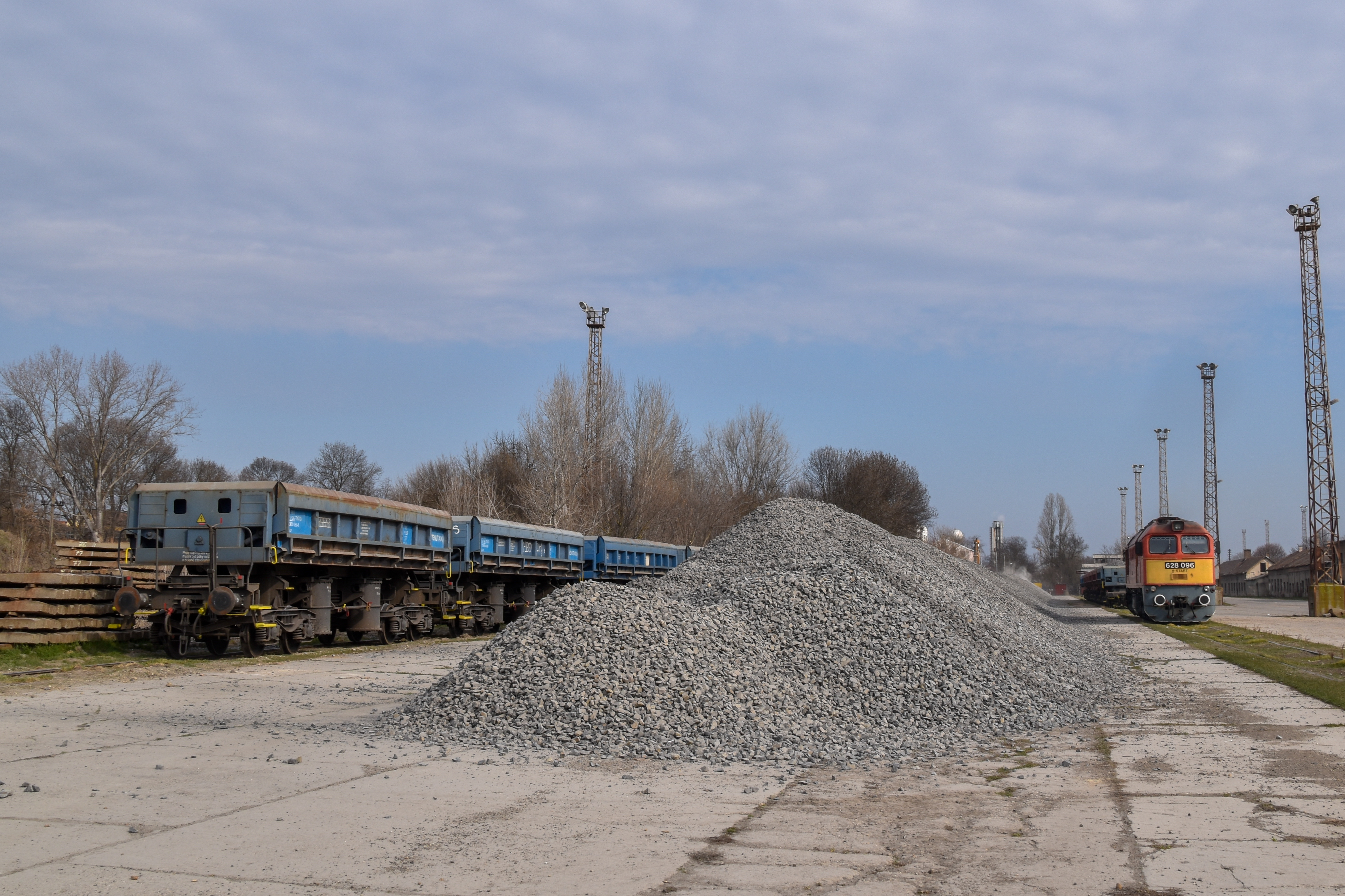
Kőrakodás az egykori szegedi Tisza teherpályaudvaron

## Az állomások képei

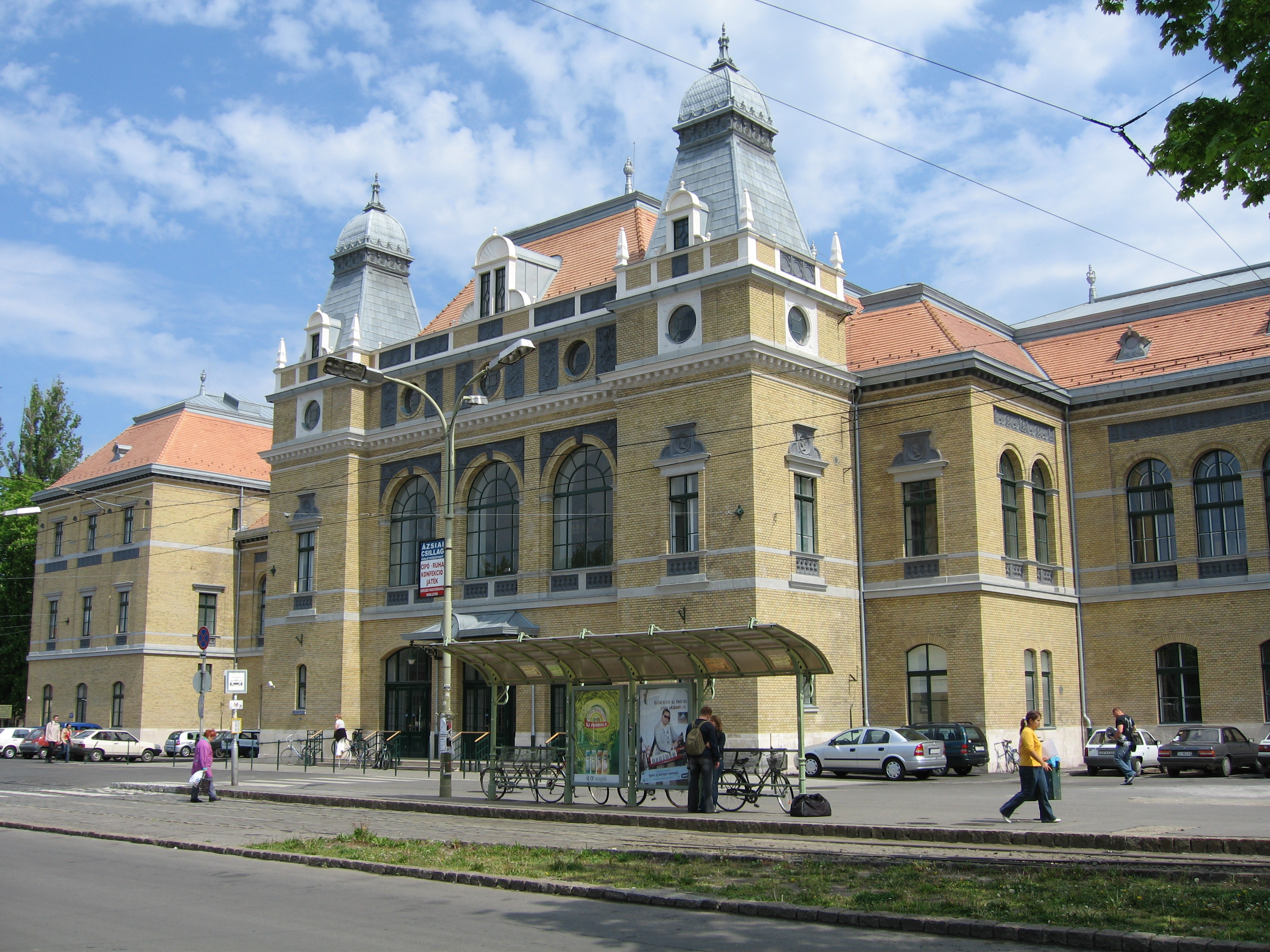
Szeged
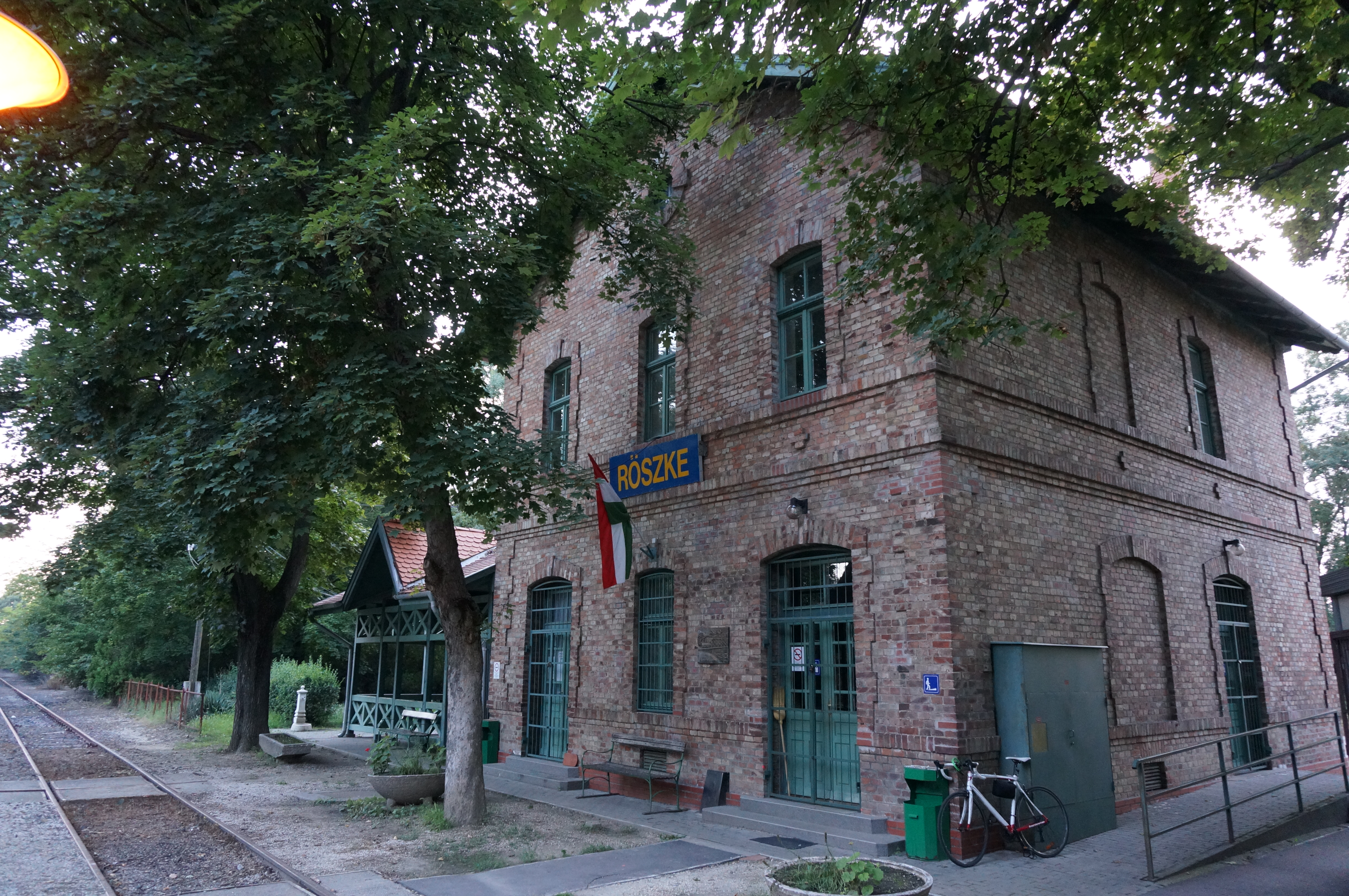
Röszke
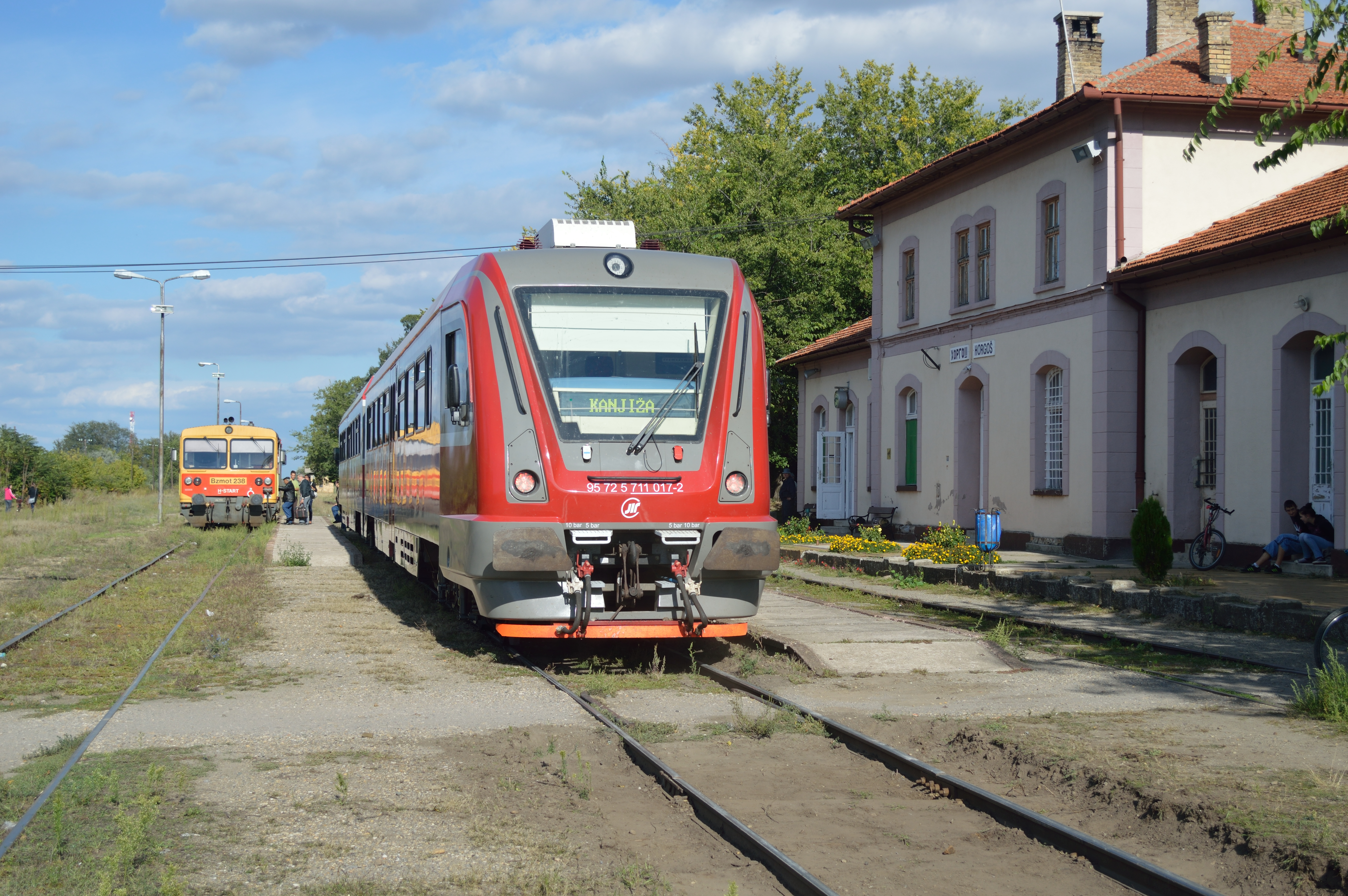
Horgos
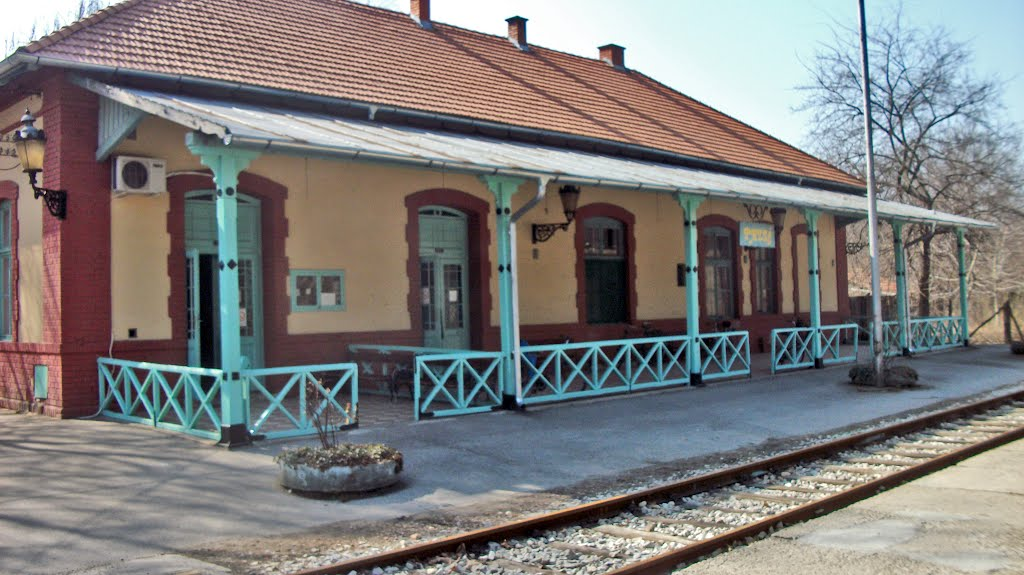
Palics
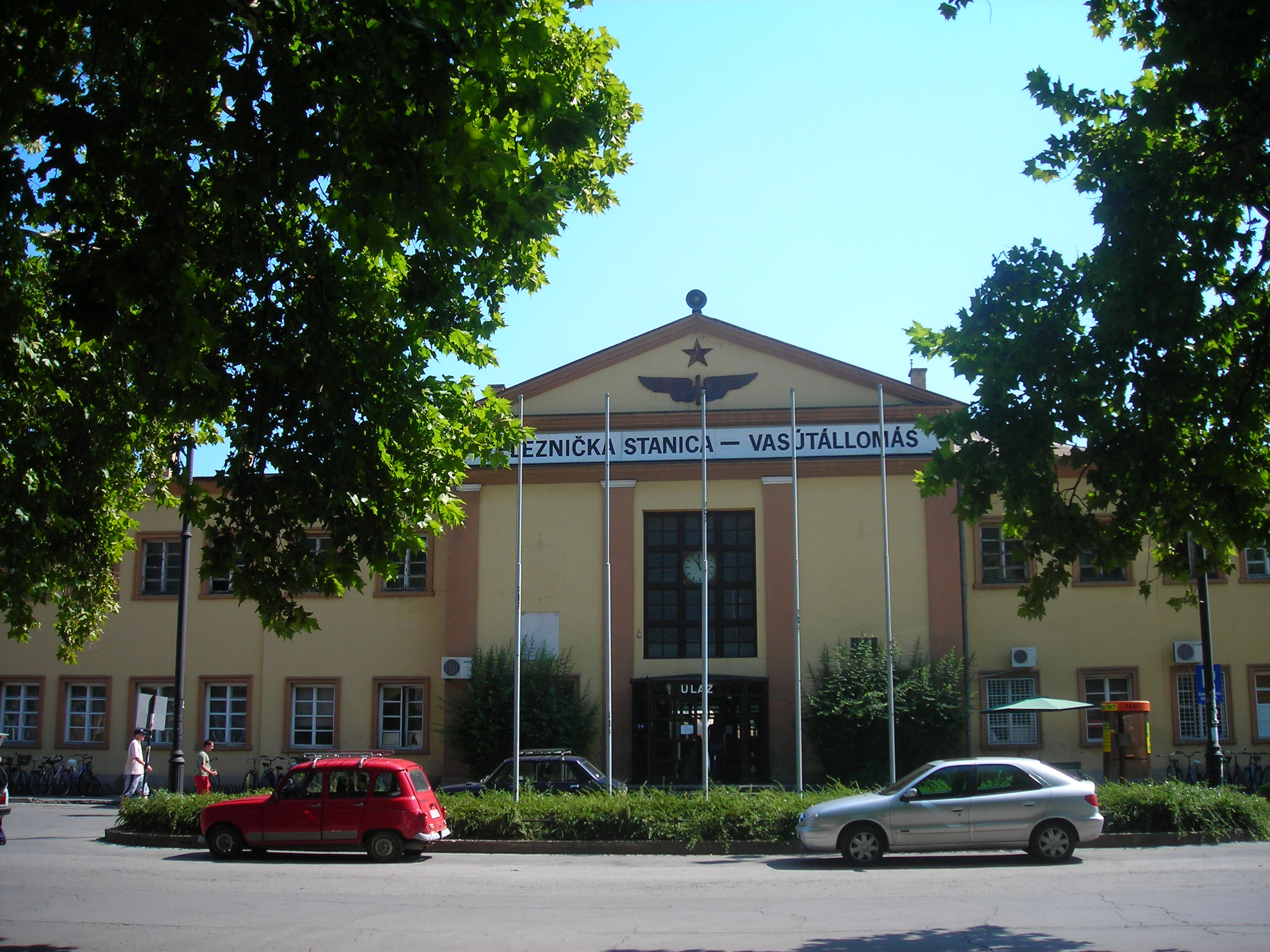
Szabadka